# Primeros agricultores europeos

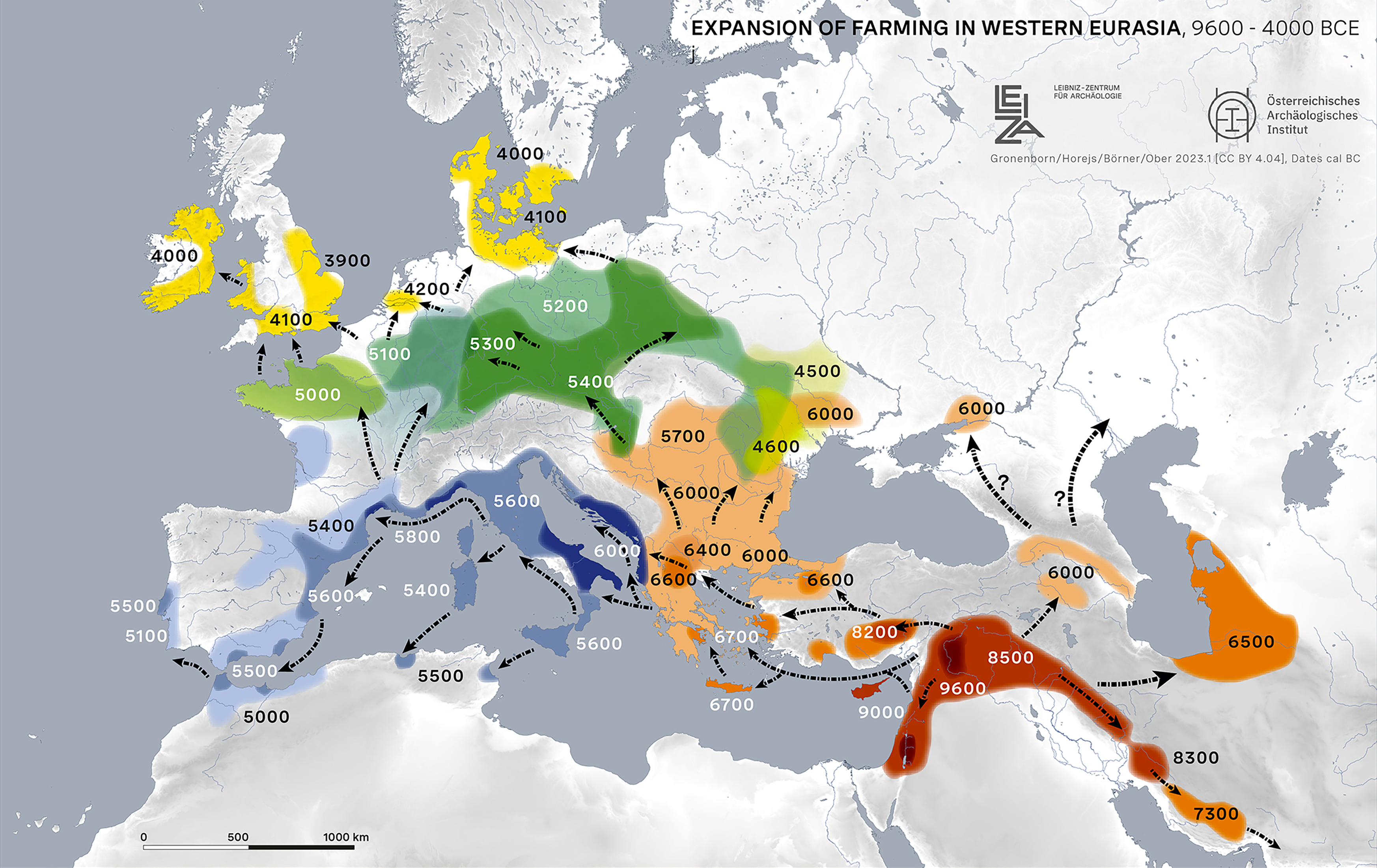
Propagación de la agricultura desde el suroeste de Asia hasta Europa y el noroeste de África, entre el 9600 y el 4000 a. C.

Los primeros agricultores europeos (inglés EEF Early European Farmers ) también llamados agricultores europeos del neolítico e incluso o antiguos agricultores del Egeo, fueron un grupo de los agricultores del neolítico de Anatolia (ANF) que llevaron la agricultura a Europa y el noroeste de África. Los agricultores neolíticos de Anatolia fueron un componente genético ancestral, identificados por primera vez en los agricultores de Anatolia en el neolítico, y en Europa y el noroeste de África, también existieron en la Meseta Irania, el sur del Cáucaso, Mesopotamia y el Levante mediterráneo. Aunque la expansión de la agricultura desde el Medio Oriente a Europa ha sido reconocida desde hace mucho tiempo a través de la arqueología, son solo los avances recientes en arqueogenética los que han confirmado que esta propagación estaba fuertemente correlacionada con una migración de estos agricultores, y no fue solo un intercambio cultural.

## Panorama general
Los primeros agricultores de Anatolia derivaron la mayor parte (80-90%) de su ascendencia de las regiones de cazadores-recolectores locales, con una ascendencia menor relacionada con el Levante y el Cáucaso. Los primeros agricultores europeos se trasladaron a Europa desde Anatolia a través del Sudeste de Europa desde alrededor del 7.000 a. C., se extendieron gradualmente hacia el norte y el oeste, y llegaron al noroeste de África a través de la Península Ibérica. Los estudios arquegenéticos sobre Europa han confirmado que los agricultores posteriores de Europa generalmente también tienen una contribución menor de los cazadores-recolectores occidentales (WHG), con una variación regional significativa. Las poblaciones europeas de agricultores y cazadores-recolectores coexistieron y comerciaron en algunos lugares, aunque la evidencia sugiere que la relación no siempre fue pacífica. En el transcurso de los siguientes 4.000 años más o menos, Europa se transformó en comunidades agrícolas, y los WHG fueron reemplazados efectivamente en toda Europa. Durante el Calcolítico y principios de la Edad del Bronce, las personas que tenían ascendencia de Pastores de la Estepa Occidental (WSH) se trasladó a Europa y se mezcló con la población de EEF; estos WSH, originarios de la cultura Yamna de la estepa póntica de Europa del Este, probablemente hablaban lenguas indoeuropeas. La ascendencia EEF es común en las poblaciones europeas modernas y del noroeste de África, con la ascendencia EEF más alta en los europeos del sur, especialmente en los sardos y los vascos.
Un grupo distinto de agricultores neolíticos de Anatolia se extendió hacia el este de Anatolia, y dejó un legado genético considerable en la meseta iraní, el Cáucaso Sur, el Levante (durante el Neolítico precerámico B) y Mesopotamia. También tienen un papel menor en la etnogénesis de las WSHs de la cultura Yamnaya.
La ascendencia ANF se encuentra en niveles sustanciales en las poblaciones contemporáneas de Europa, Asia Occidental y África del Norte, y también se encuentra en Central y Poblaciones del sur de Asia (a través del Complejo Arqueológico Bactria-Margiana y la cultura de la cerámica cordada) con niveles más bajos.

## Revolución neolítica en Europa
Las poblaciones de la neolítico de Anatolia derivaron la mayor parte de su ascendencia de los cazadores-recolectores de Anatolia (AHG), con un flujo genético menor de fuentes relacionadas con Irán/Cáucaso y Levante, lo que sugiere que la agricultura fue adoptada in situ por estos cazadores-recolectores y no se extendió por difusión démica en la región. Se cree que los antepasados de los AHG y los EEF se separaron de los cazadores-recolectores occidentales (WHG) hace entre 45 mil y 26 mil años durante el último máximo glacial, y que se separaron de los cazadores-recolectores caucásicos (CHG) hace entre 25 mil y 14 mil años.
Los estudios genéticos han demostrado que la introducción de la agricultura en Europa en el séptimo milenio a. C. estuvo asociada con una migración masiva de personas desde el noroeste de Anatolia hacia el sureste de Europa, lo que resultó en el reemplazo de casi todo (c. 98%) el acervo genético de cazadores-recolectores locales de los Balcanes con ascendencia de agricultores de Anatolia. En los Balcanes, los EEF parecen haberse dividido en dos grupos, que se expandieron más al oeste en Europa a lo largo del Danubio (Cultura de la cerámica lineal) o el Mediterráneo occidental (cerámica cardial). No obstante, grandes partes del norte de Europa y el este de Europa permanecieron sin asentamientos por parte de los EEF. Durante el Neolítico Medio hubo un resurgimiento, en gran parte impulsado por hombres, de la ascendencia WHG entre muchas comunidades derivadas de los EEF, lo que condujo a una mayor frecuencia de haplogrupos paternos de cazadores-recolectores entre ellos.
Hace unos 7500 años, los EEF originarios de la península ibérica migraron al noroeste de África, llevando la agricultura a la región. Fueron un componente clave en el proceso de neolitización del Magreb y se mezclaron con las comunidades locales de recolectores. 

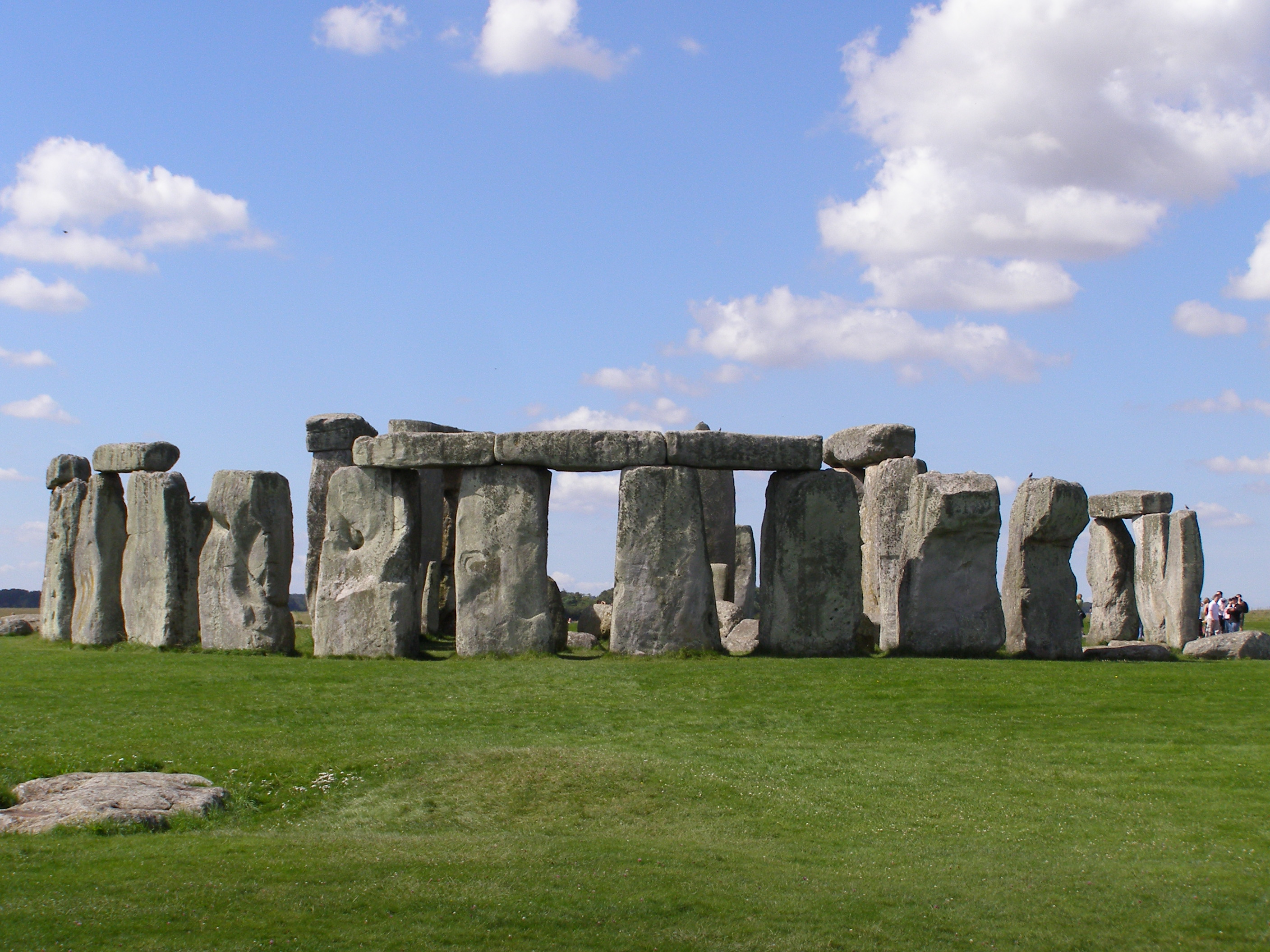
Los constructores de Stonehenge eran descendientes de agricultores neolíticos que migraron a la zona hace unos 6,000 años

 Los agricultores de las islas británicas neolíticas habían llegado a la región mediante una migración masiva alrededor del 4000 a. C. Poseían aproximadamente un 80% de ascendencia EEF y un 20% WHG, y se encontró que estaban estrechamente relacionados con los pueblos neolíticos de Iberia, lo que implica que eran descendientes de agricultores que se habían desplazado hacia el oeste desde los Balcanes a lo largo de la costa mediterránea. La llegada de las poblaciones agrícolas llevó al reemplazo casi completo de los WHG nativos de las islas británicas, quienes no experimentaron un resurgimiento genético en los siglos siguientes.  Más del 90% del acervo genético neolítico de Gran Bretaña fue reemplazado con la llegada de los pueblos campaniformes alrededor del 2500 a. C.,The Beaker Phenomenon And The Genomic Transformation Of Northwest Europe (2017) quienes tenían aproximadamente un 50% de ascendencia WSH.
Los individuos enterrados en la Irlanda neolítica eran en gran medida de ascendencia EEF (con mezcla WHG) y estaban estrechamente relacionados con los pueblos del Neolítico británico e ibérico. Se encontró que los pueblos neolíticos de Irlanda habían reemplazado casi por completo a los cazadores-recolectores irlandeses nativos a través de una rápida colonización marítima.
Las personas de la Cultura de los vasos de embudo del sur de Escandinavia eran en gran parte de ascendencia EEF, con una ligera mezcla de cazadores-recolectores, lo que sugiere que la aparición del neolítico en Escandinavia fue el resultado de la migración humana desde el sur. Se encontró que los "vasos de embudo" eran genéticamente muy diferentes de las personas de la vecina cultura de la cerámica punteada; estos últimos no tenían mezcla EEF y, en cambio, eran genéticamente similares a otros cazadores-recolectores europeos.
El haplogrupo paterno más común entre los EEF era el haplogrupo G2a, aunque también se han encontrado los haplogrupos E1b1 y R1b. Sus haplogrupos maternos consistían principalmente en linajes de Eurasia occidental, incluidos los haplogrupos H2, I y T2. Sin embargo, un número significativo de agricultores del centro de Europa pertenecían al linaje materno N9a de Asia Oriental, que es casi inexistente en los europeos modernos, pero común en Asia Oriental. Sin embargo, la alta frecuencia del haplogrupo mitocondrial N9a de Asia Oriental en las culturas neolíticas de la cuenca de los Cárpatos fue cuestionada por otro estudio.Bánffy, Eszter (7 de junio de 2012). «‘Early Neolithic’ graves of the Carpathian Basin are in fact 6000 years younger—Appeal for real interdisciplinarity between archaeology and ancient DNA research». Journal of Human Genetics 57: 467-469.

Culturas neolíticas en Europa alrededor de 4500–4000 a. C.

 Durante el calcolítico y la Edad del Bronce temprana, las culturas derivadas de los EEF en Europa fueron superadas por sucesivas migraciones de los pastores de la estepa occidental (WSHs) provenientes de la estepa póntico-caspiana, quienes portaban cantidades aproximadamente iguales de ascendencias de cazadores-recolectores orientales (EHG) y cazadores-recolectores del Cáucaso (CHG). Estas migraciones llevaron a que los linajes de ADN paterno EEF en Europa fueran reemplazados casi por completo por ADN paterno derivado de los WSH (principalmente subclados derivados de los EHG R1b y R1a). El ADN materno de los EEF (principalmente del haplogrupo N) también fue reemplazado sustancialmente, siendo suplantado por linajes de la estepa,p.55:

"Además, los marcadores uniparentales cambiaron repentinamente, ya que el ADNmt N1a y el haplogrupo Y G2a, que habían sido muy comunes en la población agrícola del EEF, fueron sustituidos por los haplogrupos Y R1a y R1b y por una variedad de haplogrupos de ADNmt típicos de la población Yamnaya de la estepa. Los marcadores uniparentales muestran que entre los emigrantes había tanto hombres como mujeres procedentes de las estepas." "La posterior expansión de los pueblos relacionados con Yamnaya y la cultura Corded Ware a finales del Neolítico y la Edad del Bronce se acompañaron del aumento de los haplogrupos I, U2 y T1 en Europa." lo que sugiere que las migraciones involucraron tanto a hombres como a mujeres de la estepa.

Un estudio de 2017 encontró que los europeos de la Edad del Bronce con ascendencia de la estepa tenían una ascendencia EEF elevada en el cromosoma X, lo que sugiere un sesgo de sexo, en el que la ascendencia de la estepa fue heredada por más antepasados masculinos que femeninos. Sin embargo, los resultados de este estudio no pudieron replicarse en un estudio posterior realizado por Iosif Lazaridis y David Reich, lo que sugiere que los autores habían medido incorrectamente las proporciones de mezcla de su muestra.

La ascendencia EEF sigue estando muy extendida por toda Europa, desde aproximadamente el 60% cerca del Mar Mediterráneo (con un pico del 65% en la isla de Cerdeña) y disminuyendo hacia el norte hasta aproximadamente el 10% en el norte de Escandinavia. Sin embargo, según estudios más recientes, la ascendencia EEF más elevada entre los europeos modernos oscila entre el 67% y más del 80% entre los sardos, italianos e ibéricos modernos, mientras que la ascendencia EEF más baja entre los europeos modernos oscila entre el 35% y el 40% entre los finlandeses, lituanos y letones modernos. La ascendencia EEF también es prominente entre africanos actuales  como marroquíes y argelinos.

## Apariencia física y frecuencia de alelos

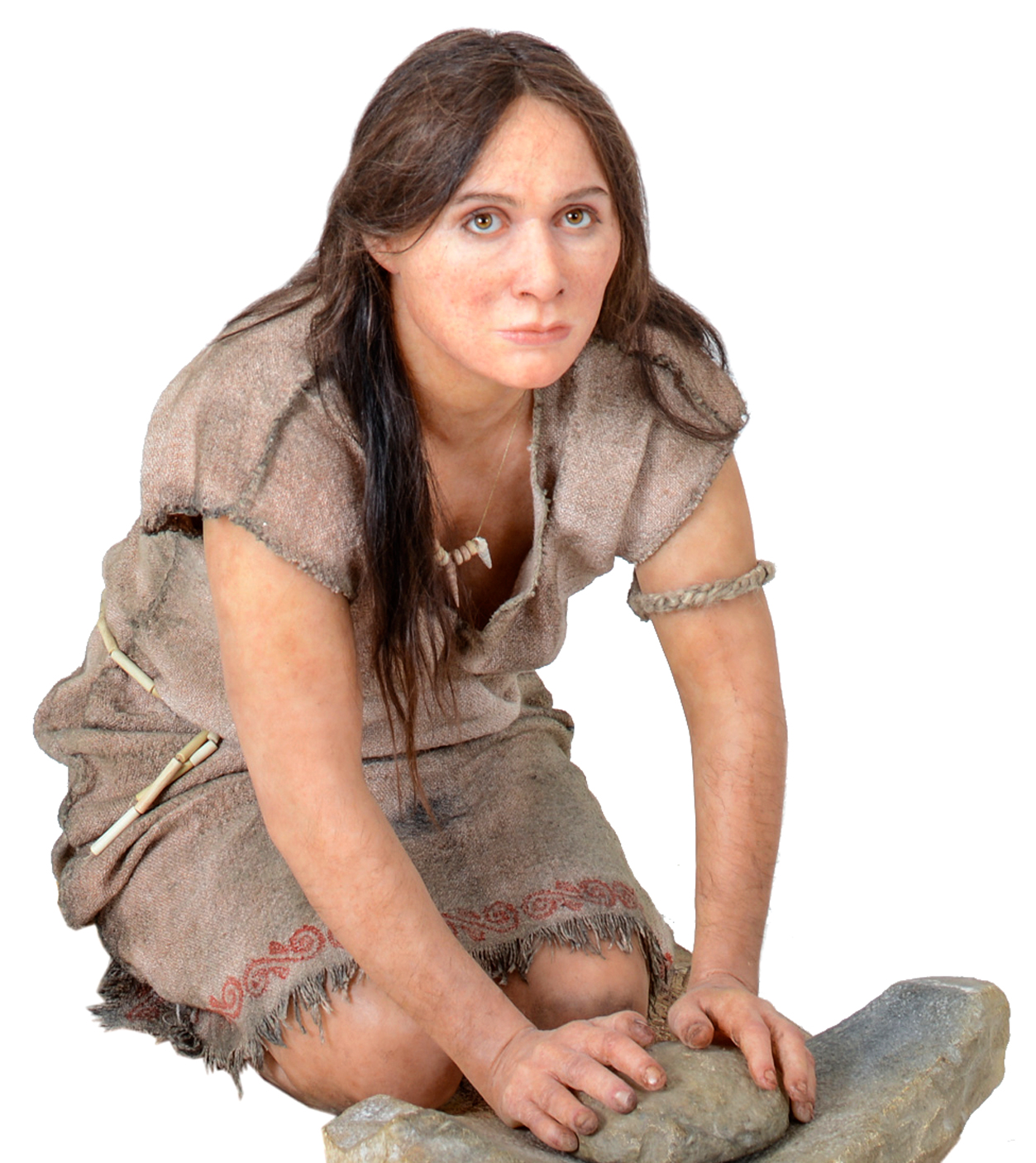
Reconstrucción de la apariencia de una mujer típica de los agricultores neolíticos de Europa, Museo de Ciencias en Trento

Los cazadores-recolectores europeos eran significativamente más altos que los EEF, y el reemplazo de los cazadores-recolectores europeos por los EEF resultó en una disminución dramática en la altura genética en toda Europa. Durante las fases posteriores del Neolítico, la altura aumentó entre los agricultores europeos, probablemente debido a un aumento en la mezcla con cazadores-recolectores. Durante el Neolítico Tardío y la Edad del Bronce, nuevas reducciones en la ascendencia EEF en Europa debido a migraciones de pueblos con ascendencia relacionada con las estepas se asociaron con mayores incrementos en la altura. Las altas frecuencias de ascendencia EEF en el sur de Europa podrían explicar en parte la menor estatura de los europeos del sur en comparación con los europeos del norte, quienes portan niveles más altos de ascendencia relacionada con las estepas.
Se cree que los primeros agricultores europeos tenían en su mayoría cabello oscuro, ojos oscuros y piel clara,Reich, 2018, p. 96 con el alelo derivado de SLC24A5 fijado en el Neolítico de Anatolia, aunque un estudio genético de Ötzi "el Hombre de Hielo", una momia calcolítica con ascendencia EEF, encontró que tenía un tono de piel más oscuro que los europeos del sur contemporáneos. Un estudio sobre diferentes restos EEF en toda Europa concluyó que tenían en su mayoría un "tono de piel intermedia a clara". Un artículo de 2024 encontró que los alelos de riesgo relacionados con fenotipos de trastornos del estado de ánimo están enriquecidos en la ascendencia de los agricultores neolíticos.

## Subsistencia
Los EEF y sus antecesores de Anatolia criaban ganado vacuno taurino, cerdos, ovejas y cabrascomo ganado, y cultivaban cereales como el trigo.

## Organización social

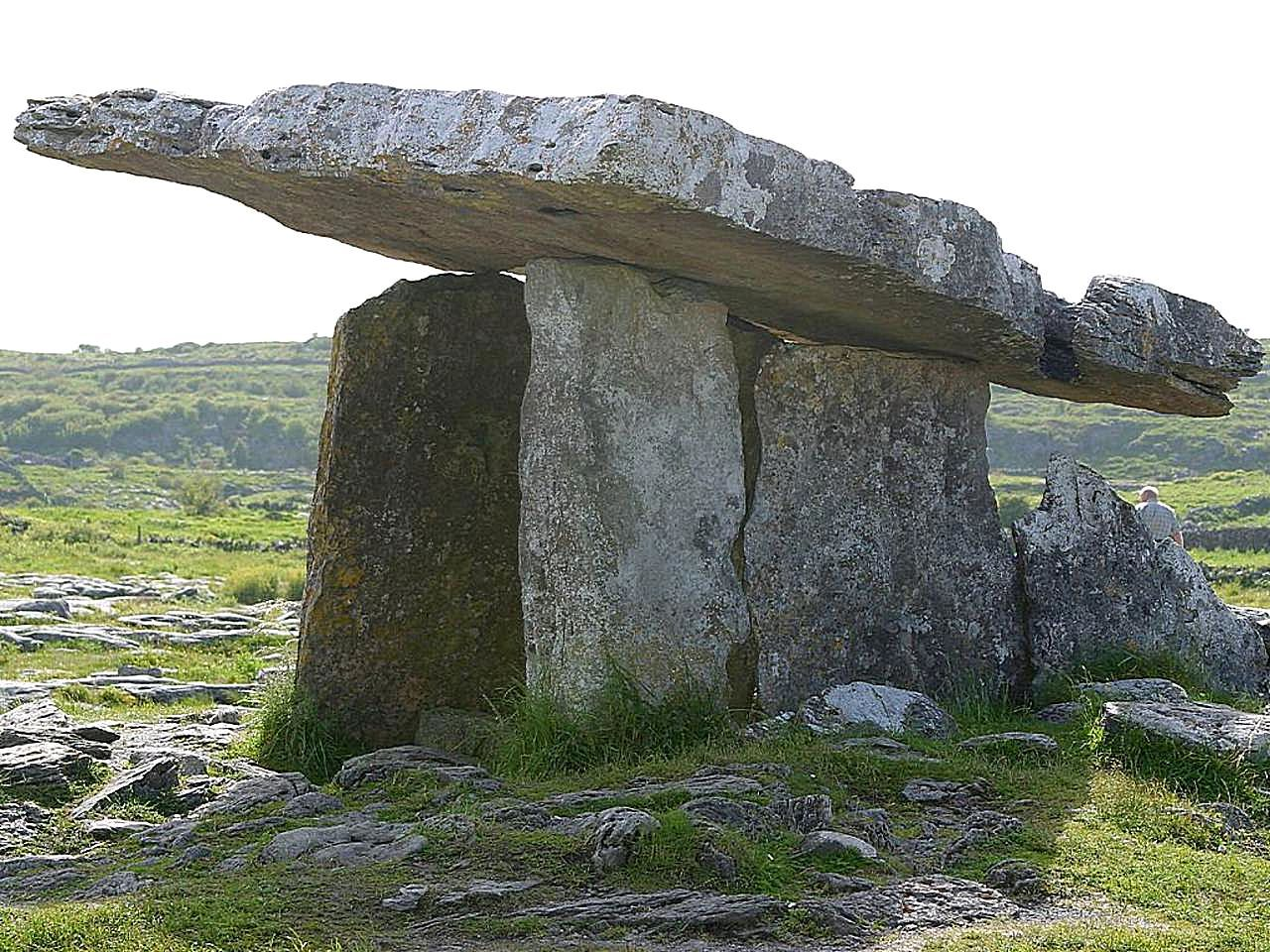
Dolmen de Poulnabrone, El Burren, Condado de Clare (Irlanda).

El análisis genético de individuos encontrados en tumbas neolíticas sugiere que al menos algunos pueblos EEF eran patrilineales (trazando la descendencia a través de la línea masculina), con los ocupantes de las tumbas consistiendo principalmente en los descendientes masculinos de un ancestro masculino común y sus hijos, así como sus esposas, quienes eran genéticamente no relacionadas con sus maridos, lo que sugiere exogamia femenina.
Un miembro de la realeza neolítica enterrado en Newgrange fue hallado como altamente endogámico y posiblemente el producto de una relación incestuosa, lo que sugiere que esta comunidad estaba altamente estratificada socialmente y dominada por una línea de poderosos "dioses-reyes".
En términos de tamaño general, algunos asentamientos de la cultura Cucuteni–Trypillia, como Talianki (con una población de alrededor de 15 000 personas) en el oeste de Ucrania, eran tan grandes como las ciudades-estado de Sumeria en el Creciente Fértil, y estos asentamientos del este de Europa preceden a las ciudades sumerias por más de medio milenio.Las investigaciones indican que los asentamientos tenían una jerarquía de tres niveles, con la posibilidad de sociedades a nivel de estado soberano. Una megaestructura excavada sugiere la presencia de edificios públicos para reuniones o ceremonias.